# Линево (Волгоградська область)
Линево (рос. Линёво) — робітниче селище у Жирновському районі Волгоградської області Російської Федерації.
Населення становить 5458  осіб. Входить до складу муніципального утворення Линівське міське поселення.

## Історія
Населений пункт розташований у межах українського історичного та культурного регіону Жовтий Клин.
Згідно із законом від 21 лютого 2005 року № 1009-ОД для населеного пункту було встановлено органом місцевого самоврядування Линівське міське поселення.

## Населення
| 2002  | 2009  | 2010  | 2012  | 2013  | 2014  | 2015  |
| ----- | ----- | ----- | ----- | ----- | ----- | ----- |
| 6697  | ↘6589 | ↘6037 | ↘6022 | ↘5929 | ↘5876 | ↘5807 |
| 2016  | 2017  | 2018  | 2019  |       |       |       |
| ↘5733 | ↘5663 | ↘5548 | ↘5458 |       |       |       |